# Lucius Sextius
Lucius Sextius Lateranus byl plebejského rodu, desetkrát zvolen tribunem lidu a jako první plebejec byl zvolen v roce 366 př. n. l. římským konzulem. Postaral se spolu s Gaiem Liciniem, svým spolutribunem, o takzvaný Sextiův a Liciniův zákon (v latině Lex Licinia Sextia)

## Lex Licinia Sextia
Po vydrancování Říma Galy kolem roku 387 př. n. l. se Římané pustili do oprav města. To však nejvíce postihlo plebeje, kteří trpěli zadlužením a nemohli své dluhy splácet. Důsledkem toho se plebejové zaprodávali patricijům do otroctví. Patricijové této situace zneužívali ke svému obohacování na úkor plebejů.
Této záležitosti se ujali dva tribunové lidu, Lucius Sextius a Gaius Licinius. Navrhli tři zákony ve prospěch plebejů: 
1. odpočtení již splacených úroků z jistin dluhů a splacení zbytku dlužných částek ve třech letech stejnými díly
2. omezení pozemkové držby, aby nikdo neměl v držení více než 500 jiter půdy
3. volení jednoho konzula z řad plebejů

Po deseti letech dlouhých vnitřních bojů mezi patriciji a plebeji byly nakonec tyto zákony přijaty a byl zvolen první plebejec do konzulského úřadu.
Podle římského historika Livia se celý proces o tyto zákony spustil díky Liciniově manželce, která se cítila dotčena tím, že její manžel nemá také vysoké postavení jako manžel její sestry, jenž byl vojenským tribunem. Její otec Marcus Fabius Ambustus jí pak slíbil, že její manžel bude mít také vysoké postavení a začal tyto zákony plánovat spolu se svým zetěm a Luciem Sextiem.